# Grijswit houtschijfje
Het grijswit houtschijfje (Propolis farinosa) is een schimmel behorend tot de familie Marthamycetaceae. Het komt verzonken voor op (verrot) hout en schors.

## Kenmerken

### Uiterlijke kenmerken
De ascomata apothecia zijn langwerpig, verzonken in verrot hout en meten 0,8 × 0,5 mm tot 4,5 × 1,7 mm. Het is  zuiver wit en soms lichtbeige tot grijs in gedroogd materiaal.

### Microscopische kenmerken
De draadvormige parafysen hebben een diameter van 1,5 tot 2,0 μm. De asci zijn 8-sporig, cillindrisch, kort gesteeld, dunwandig, inamyloïde en meten 105–140 × 13–16,5 μm. De ascosporen zijn tweezijdig gerangschikt, hyaliene tot lichtgeel, ongesepteerd, glad, zonder epispore en meten 18–26 × 5,5–8 μm. De sporen hebben geleiachtige omhulling of aanhangsels.Het Q-getal, de verhouding van de lengte en de breedte van de sporen, is 2,9 tot 4,2.

## Verspreiding
Het grijswit houtschijfje komt voor in Europa, Noord-Amerika, IJsland, Australië en Nieuw-Zeeland. In Nederland komt het vrij zeldzaam voor. Het staat niet op de rode lijst en is niet bedreigd.

## Foto's

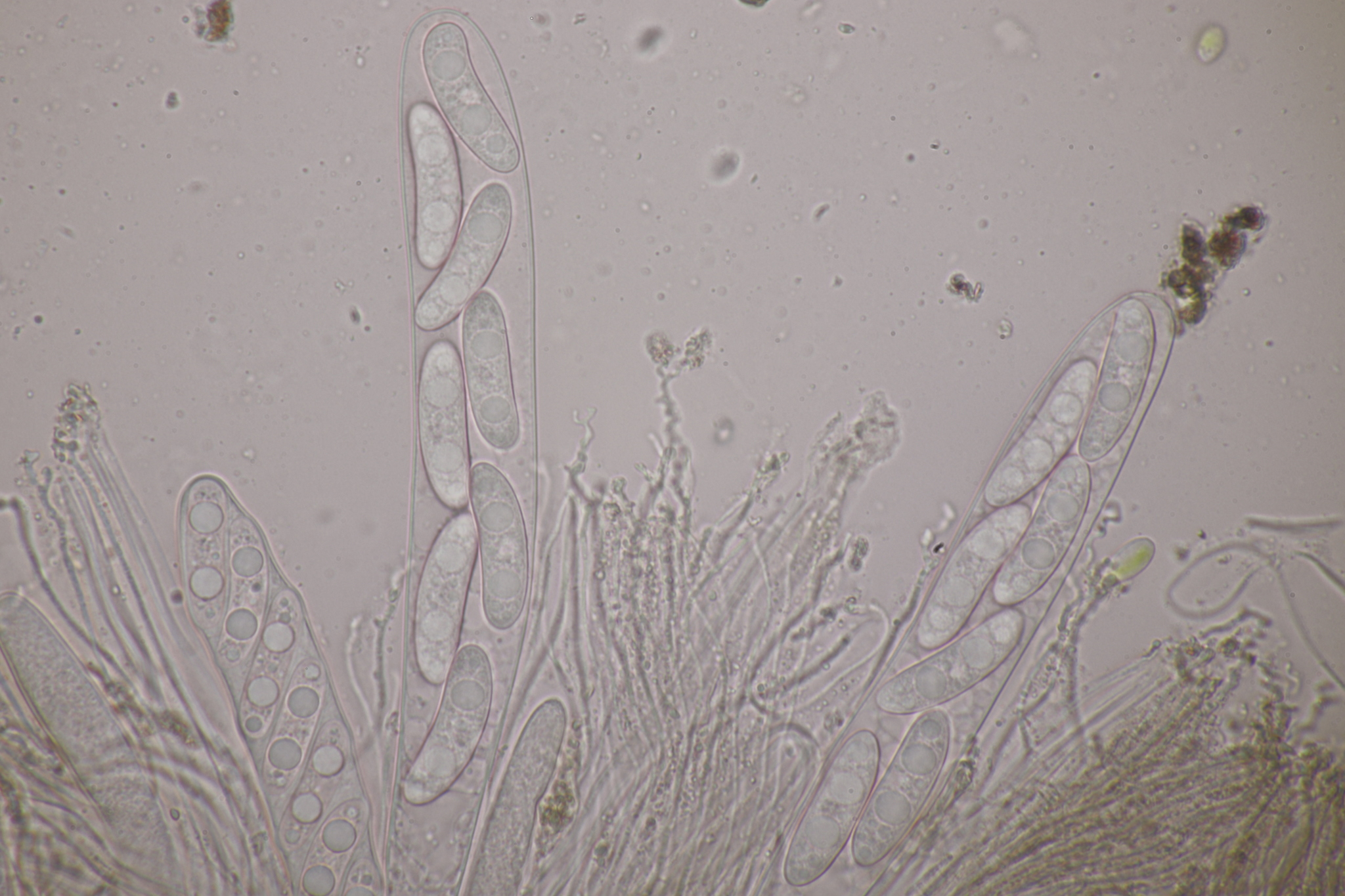
Asci met sporen en parafysen
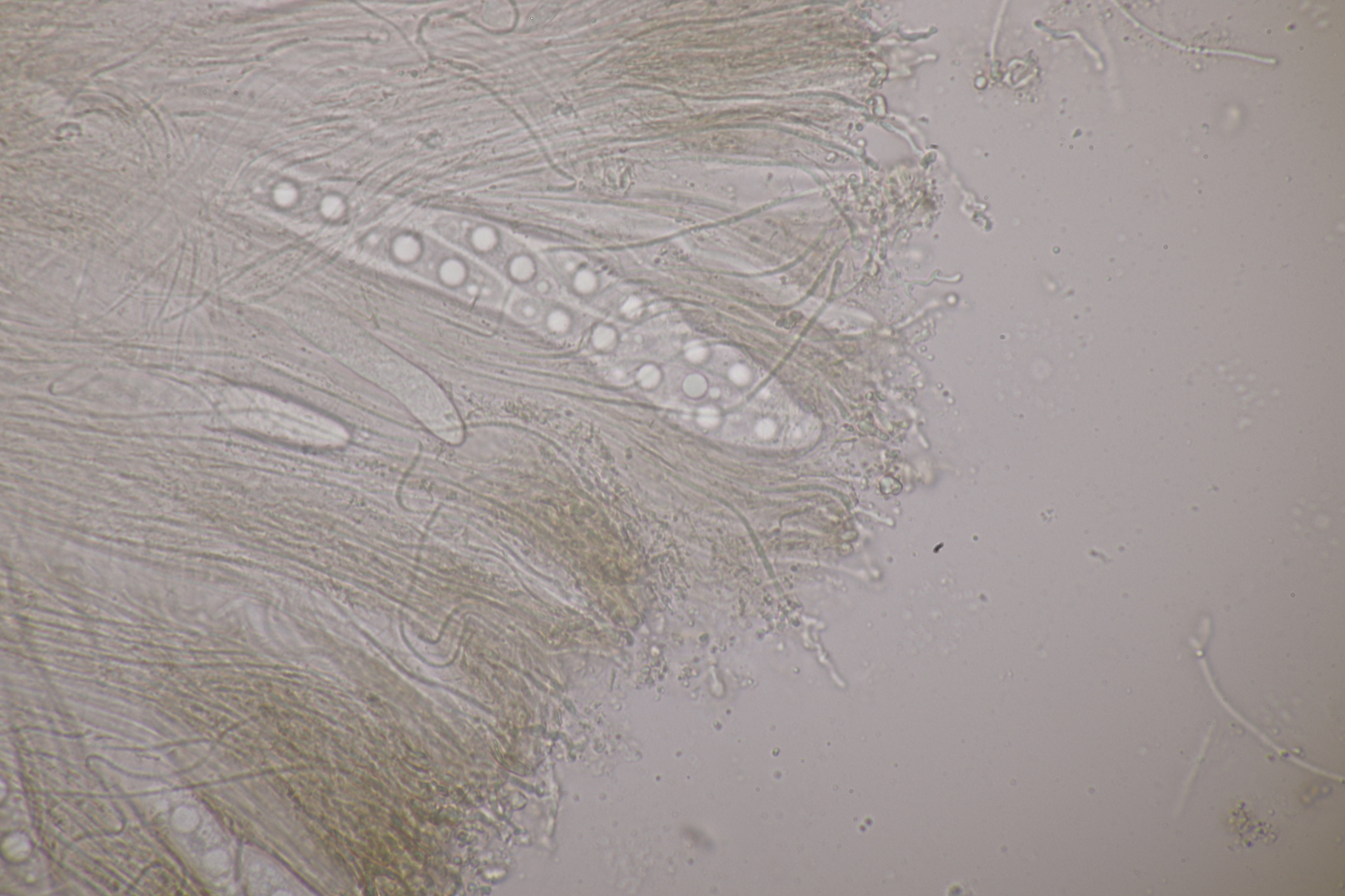
Ascus met ascosporen met daarin meerdere oliedruppels
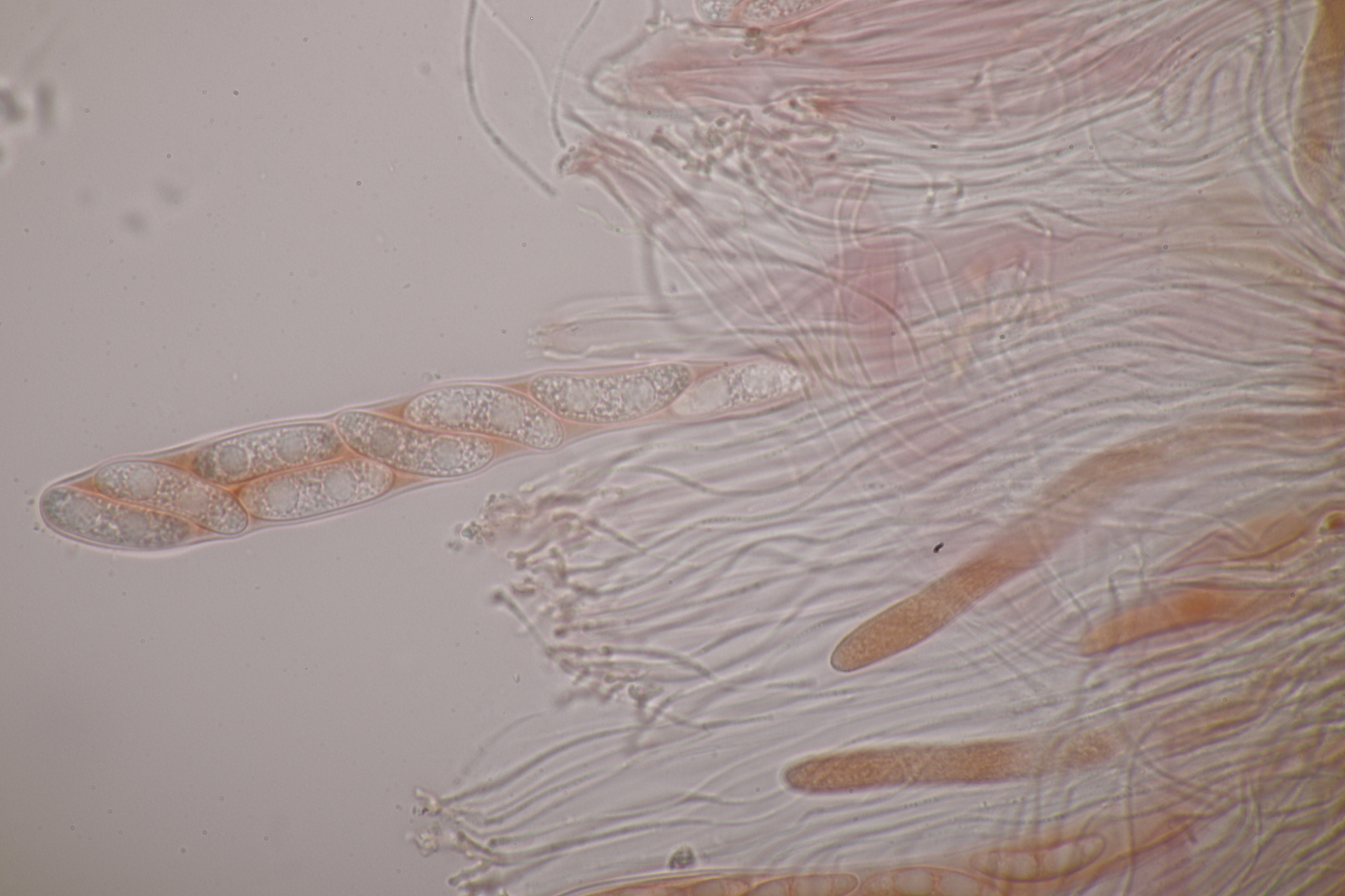
Asci